# Aquilegia einseleana
Aquilegia einseleana là một loài thực vật có hoa trong họ Mao lương. Loài này được F.W.Schultz mô tả khoa học đầu tiên năm 1848.

## Hình ảnh

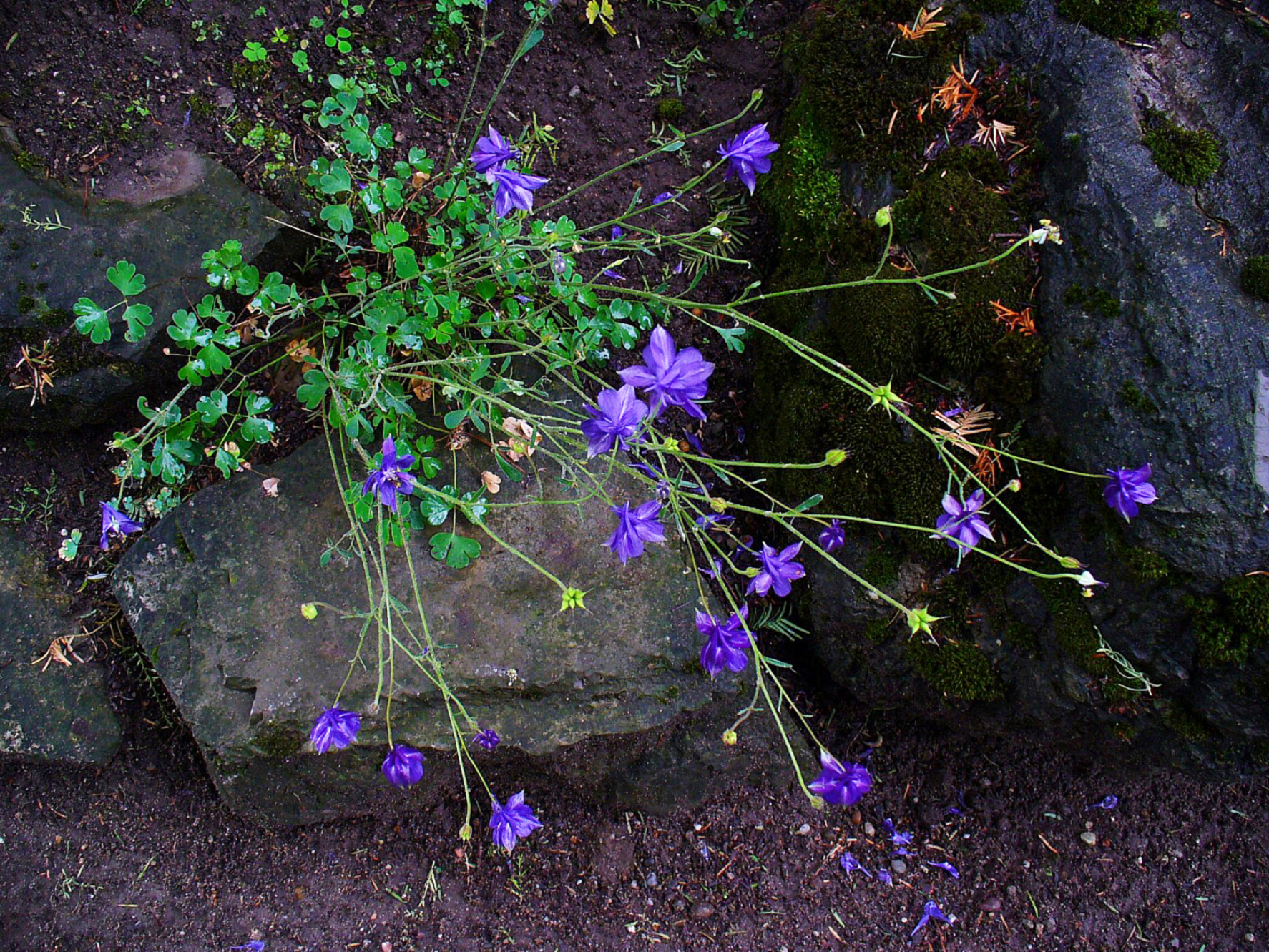
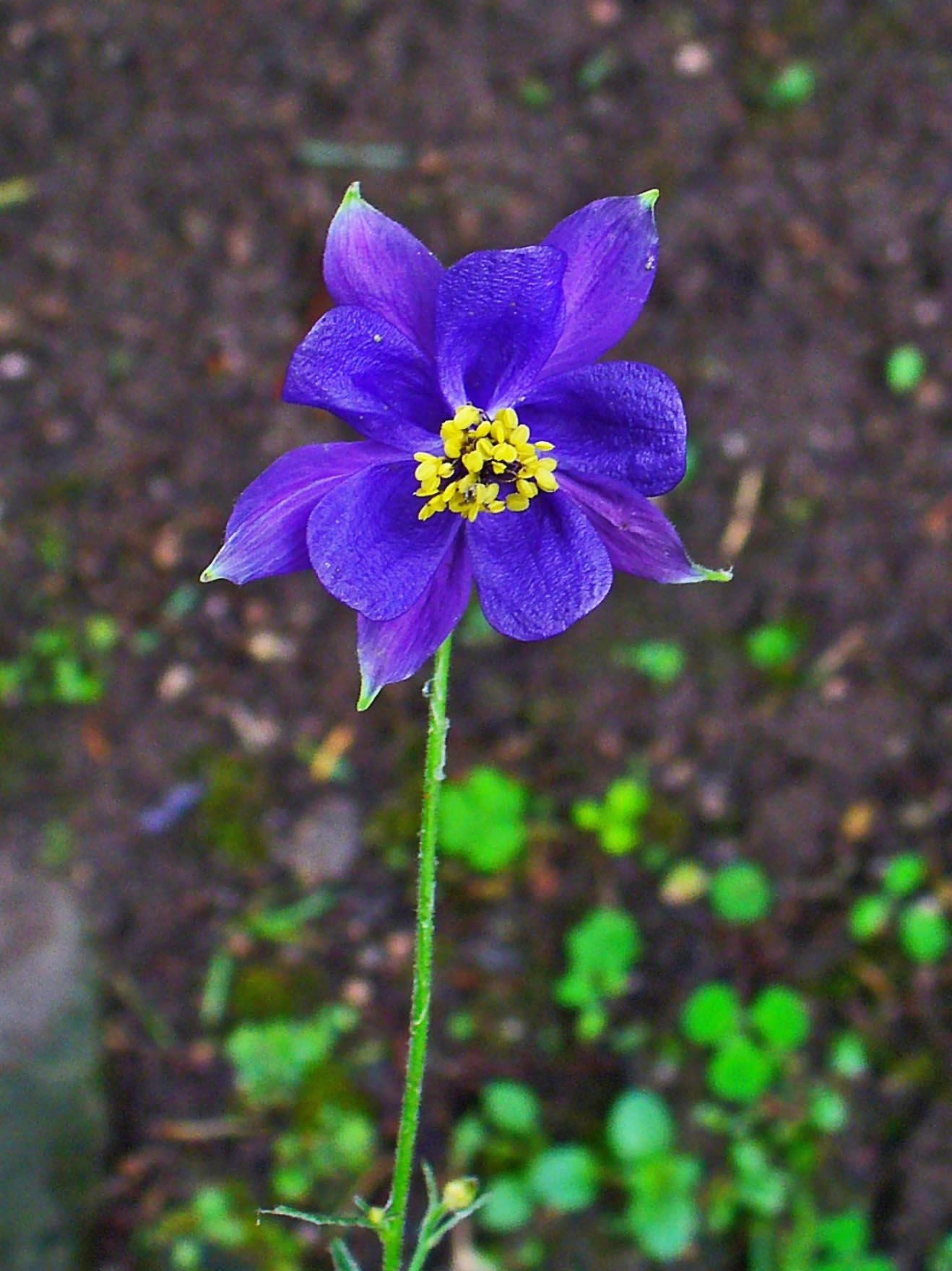
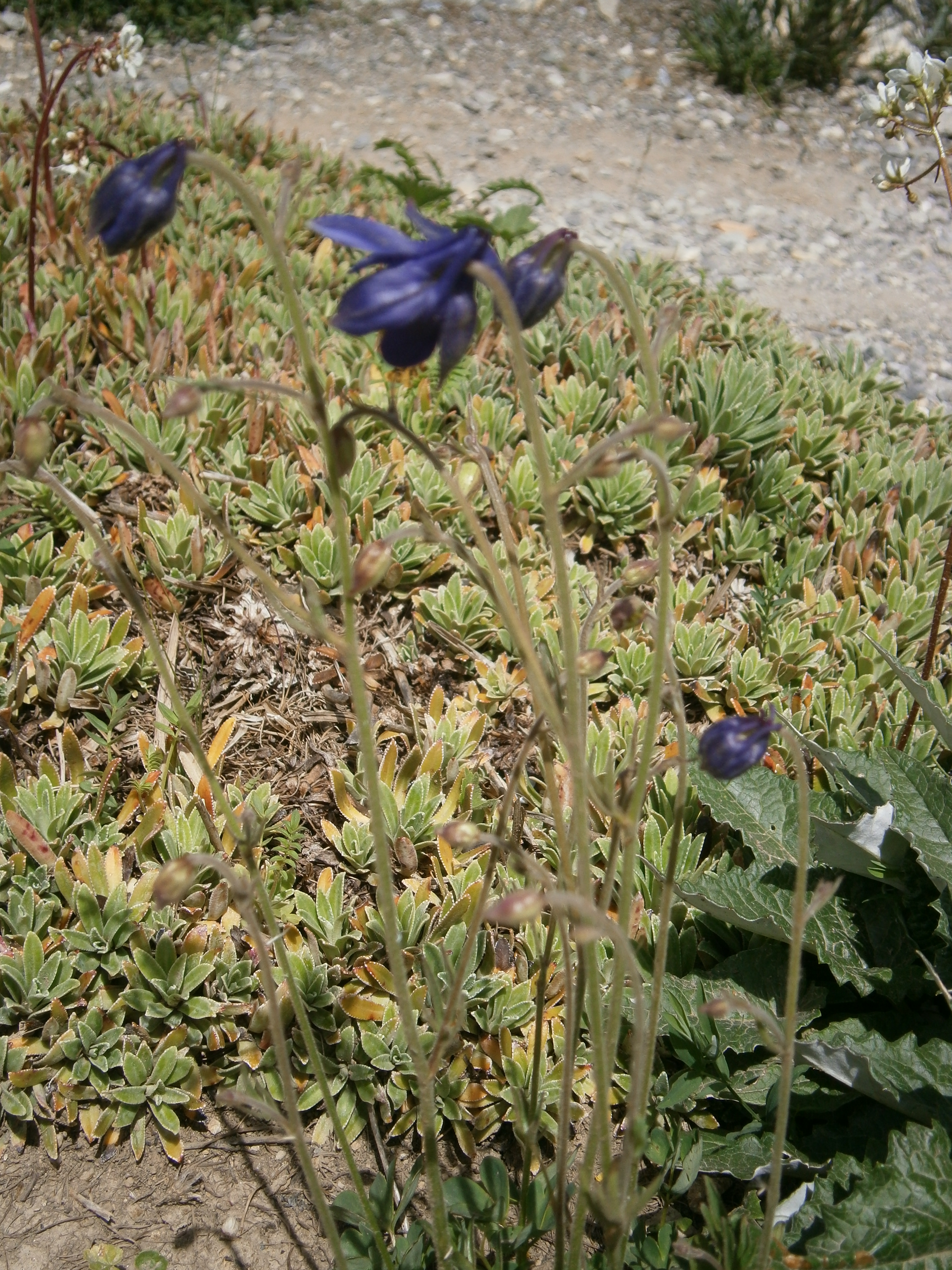
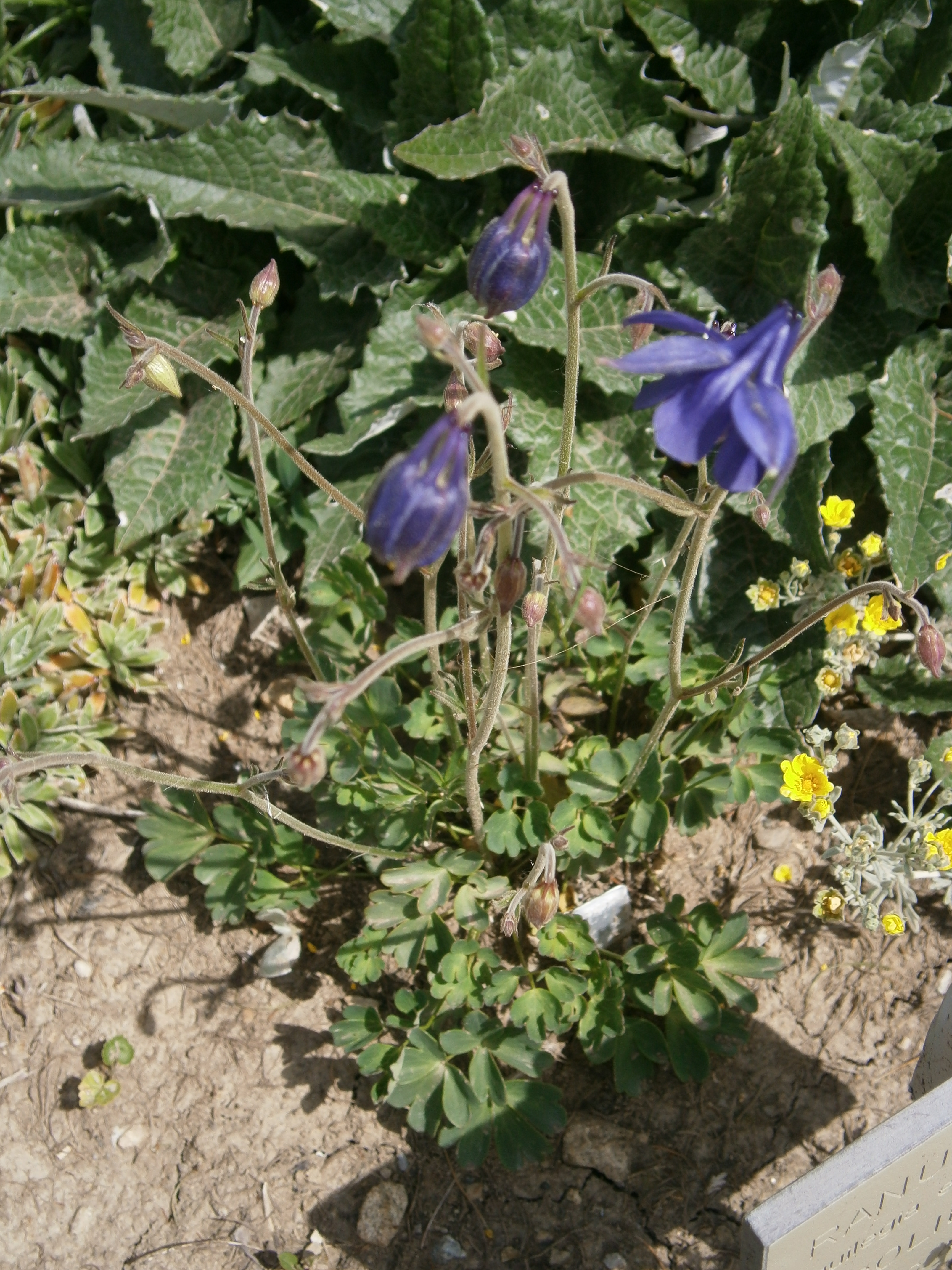